# Vincent Martella

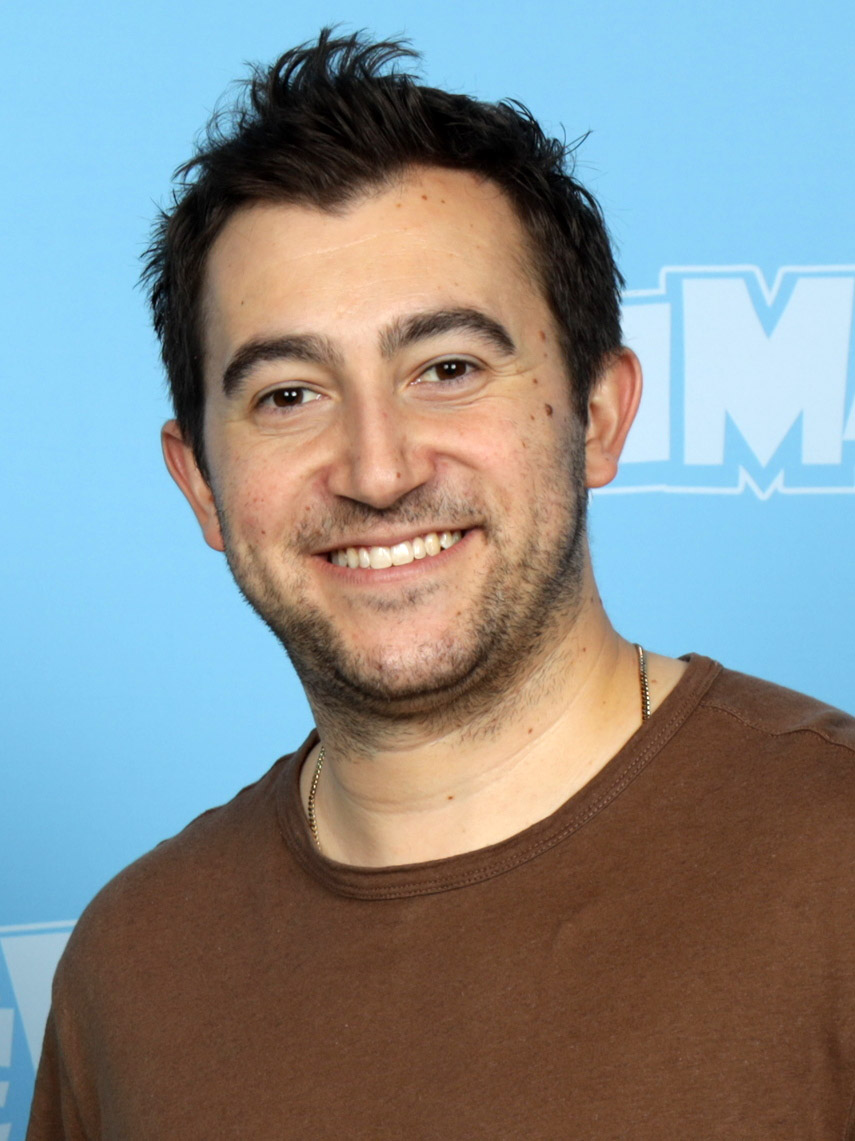
Vincent Martella (2023)

Vincent Michael Martella (* 15. Oktober 1992 in Rochester, New York) ist ein US-amerikanischer Schauspieler, Synchronsprecher und Musiker.

## Leben
Vincent Martella, eines von drei Geschwistern, gilt als aufsteigendes Talent. Im Alter von drei Jahren begann er mit dem Tanzen und hatte seinen ersten Auftritt im Nussknacker. Als er fünf Jahre alt war, spielte er bereits Klavier und gab in der Schule sein Talent zum Besten. Kurz danach wirkte er bereits in New Yorker Werbespots mit. Mit sechs Jahren begann er mit dem Schauspieltraining und nur ein Jahr später, mit sieben Jahren, war Martella eines der gefragtesten Kinder für Werbespots und Printmedien.
2002 zog die Familie Martellas nach Los Angeles. Nach zwei Fernsehrollen war Martella 2005 in dem Film Deuce Bigalow: European Gigolo an der Seite von Rob Schneider erstmals auch auf der Kinoleinwand zu sehen. Nach einer weiteren Gastrolle in Neds ultimativer Schulwahnsinn erhielt er 2005 in Alle hassen Chris, einer US-Sitcom, seine erste Hauptrolle in einer Serie.
Gleichzeitig arbeitet Martella an einer Musikkarriere und hat bereits sein eigenes Plattenlabel, Vin Man Enterprises, Inc. In den USA kamen bereits erste CDs Martellas auf den Markt.
Heute lebt Martella sowohl in Los Angeles als auch New York.

## Filmografie (Auswahl)
- 2004–2006: Neds ultimativer Schulwahnsinn (Ned’s Declassified School Survival Guide, Fernsehserie)
- 2005–2008: Alle hassen Chris (Everybody Hates Chris, Fernsehserie)
- 2005: Deuce Bigalow: European Gigolo
- 2005: Stacked
- 2008: Vorbilder?! (Role Models)
- 2008: Bait Shop
- 2009: Under the Hood
- 2012: The Mentalist
- 2013: The Walking Dead (Fernsehserie)
- 2015: The Stalking Dead – Mein kopfloser Ex (Clinger)

Synchronrollen
- 2007–2015: Phineas und Ferb (Fernsehserie, Stimme von Phineas)
- 2009: Final Fantasy XIII (Videospiel, Stimme von Hope Estheim)
- 2011: Phineas und Ferb: Quer durch die 2. Dimension (Phineas and Ferb the Movie: Across the 2nd Dimension, Fernsehfilm, Stimme von Phineas)
- 2011: Final Fantasy XIII-2 (Videospiel, Stimme von Hope Estheim)
- 2013: Lightning Returns: Final Fantasy XIII (Videospiel, Stimme von Hope Estheim)
- 2020: Phineas und Ferb: Candace gegen das Universum (Phineas and Ferb: Canadce Against the Universe, Fernsehfilm, Stimme von Phineas)